# Salumbar
Salumbar là một thành phố và khu đô thị của quận Udaipur thuộc bang Rajasthan, Ấn Độ.

## Địa lý
Salumbar có vị trí 24°08′B 74°03′Đ / 24,13°B 74,05°Đ Nó có độ cao trung bình là 262 mét (859 feet).

## Nhân khẩu
Theo điều tra dân số năm 2001 của Ấn Độ, Salumbar có dân số 15.862 người. Phái nam chiếm 51% tổng số dân và phái nữ chiếm 49%. Salumbar có tỷ lệ 76% biết đọc biết viết, cao hơn tỷ lệ trung bình toàn quốc là 59,5%: tỷ lệ cho phái nam là 83%, và tỷ lệ cho phái nữ là 68%. Tại Salumbar, 13% dân số nhỏ hơn 6 tuổi.